# Haskell Wexler

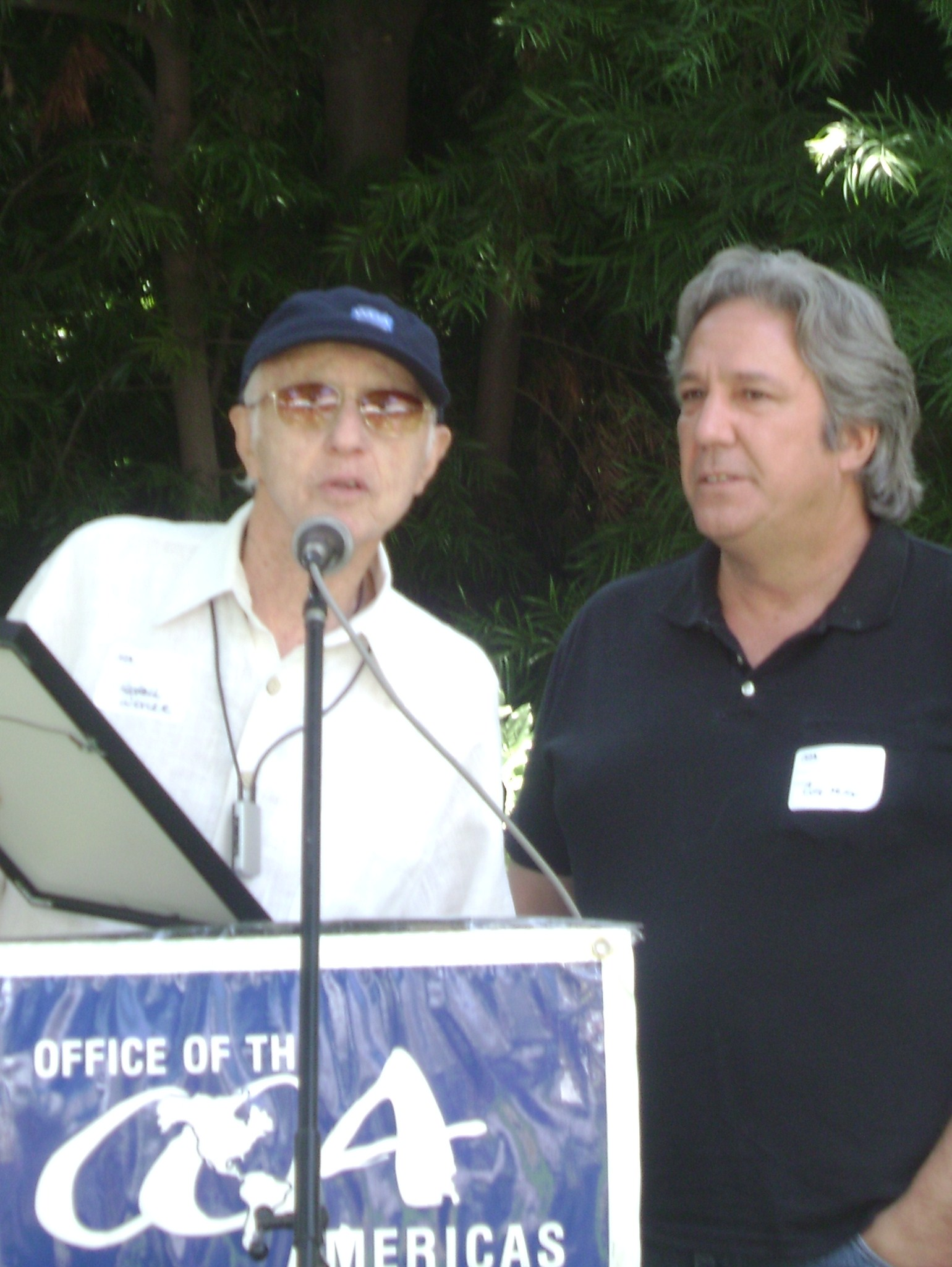
Wexler, till vänster, med antikrigsaktivisten Cole Miller vid en tillställning 2008.

Haskell Wexler, född 6 februari 1922 i Chicago, Illinois, död 27 december 2015 i Santa Monica, Los Angeles, var en amerikansk filmfotograf och regissör.
År 2003 röstade International cinematographers guild fram honom till en av filmhistoriens tio mest inflytelserika fotografer. Wexler tilldelades Oscar för bästa foto två gånger, för Vem är rädd för Virginia Woolf? från 1966 och Woody Guthrie – lyckans land från 1976. Därtill blev han nominerad ytterligare tre gånger. Som regissör gjorde Wexler främst dokumentärer, men även spelfilmen Det kalla ögat från 1969, där han använde cinéma vérité-tekniker för att skildra en TV-fotograf som dras in i våldsamheterna kring Demokratiska partiets konvent 1968.

## Filmer i urval
Foto
- Ögat (1959)
- America America (1963)
- The best man (1964)
- In i det sista (1965)
- Vem är rädd för Virginia Woolf? (1966)
- I nattens hetta (1967)
- Äventyraren Thomas Crown (1968)
- Det kalla ögat (1969)
- Gökboet (1975)
- Woody Guthrie – lyckans land (1976)
- Stadsgerilla (1976)
- Hemkomsten (1978)
- Rock mot kärnkraft (1980)
- Begagnade hjärtan (1980)
- Matewan (1987)
- Colors (1988)
- Blaze (1989)
- Tre på rymmen (1989)
- Galen i pengar (1991)
- Mellan land och hav (1994)
- Mulholland falls (1995)
- The rich man's wife (1996)
- Gränslandet (1999)
- Silver City (2004)

Regi
- Det kalla ögat (1969)
- Det dubbla sveket (1985)